# そうですちがいます
『ダイハツクイズ そうですちがいます』は、1962年7月11日から1963年5月29日までフジテレビ系列局で放送されていたフジテレビ製作のクイズ番組である。ダイハツ工業の一社提供。放送時間は毎週水曜 19:00 - 19:30 （日本標準時）。
「労働は神聖なり」「職業に貴賎なし」をテーマにした番組で、その道ひとすじに生きる人々の職業をクイズにしていた。

## 出演者

### 司会
- 永井智雄

### レギュラー解答者
- 菅原通済
- 木暮実千代
- 桶谷繁雄
- 解答者はこの3人のほかに、毎回ゲスト1人が加わっていた。